# Tisaleo
Tisaleo är en ort i Ecuador.   Den ligger i provinsen Tungurahua, i den centrala delen av landet, 130 km söder om huvudstaden Quito. Tisaleo ligger 3 238 meter över havet och antalet invånare är 1 038.
Terrängen runt Tisaleo är bergig. Runt Tisaleo är det ganska tätbefolkat, med 199 invånare per kvadratkilometer. Närmaste större samhälle är Ambato, 12,5 km nordost om Tisaleo. Trakten runt Tisaleo består till största delen av jordbruksmark.